# 天主教紐西蘭的漢密爾頓教區
天主教紐西蘭的漢密爾頓教區（拉丁語：Diocesis Hamiltonensis in Nova Zelandia）是新西蘭一個羅馬天主教教區，屬惠靈頓總教區。成立於1980年3月6日。
教座位於最大城市奧克蘭。2006年有教友89,600人（佔轄區人口14.0%）、卅七個堂區、四十九名司鐸。現任教區主教為丹尼斯·喬治·布朗。